# John Cunliffe
John Arthur Cunliffe (Colne (Lancashire), 16 juni 1933 – Ilkley, 20 september 2018) was een Engelse kinderboekenschrijver en presentator die bekendstond als de geestelijk vader van Postman Pat (Pieter Post) en Rosie en Jim. 

## Levensloop
Cuncliffe groeide op in Kendal in Cumbria, waar hij zes jaar woonde, en het waren de dorpen en omgeving van die streek die hem inspireerden tot het maken van de animatieserie Postman Pat (Pieter Post).
Greendale (Groenbeek), waar de serie zich afspeelt, is gebaseerd op de vallei van Longsleddale, in de buurt van Kendal. Na het succes van de serie (geproduceerd door Ivor Wood), die hij schreef in opdracht van de BBC en die in 1981 van start ging, werd Cunliffe een plaatselijke bekendheid, waardoor in het Kendal Museum of Lakeland Life zelfs een kamer aan hem gewijd werd.
Cunliffe schreef de originele boeken en de afleveringen van de serie Pieter Post. Na het succes van de serie ging Cunliffe door met het schrijven en presenteren van de eerste twee seizoenen van Rosie en Jim.
Cunliffe heeft altijd graag gelezen en beweerde dat hij als kind veel had genoten van de romans van schrijvers zoals H. Rider Haggard en Sax Rohmer, de verhalen over professor Branestawm van Norman Hunter en de Biggles-boeken van W.E. Johns. Cunliffe werkte vele jaren als bibliothecaris en ook als leraar.
De andere bekende creatie van Cunliffe is Rosie en Jim, dat hij in de jaren negentig voor televisie schreef. Hij schreef en presenteerde de eerste vijftig afleveringen en herbewerkte enkele daarvan vervolgens om ze uit te geven in boekvorm.
In 2010 verscheen Ghosts, een kinderverhaal voor de iPad, dat werd uitgebracht door Ashley Bolser Agency in Leeds.
Cunliffe schreef daarnaast veel andere kinderboeken.
Eind 2017 verscheen Cunliffe in een YouTube-documentaire over zijn leven en carrière.
Cunliffe overleed op 20 september 2018 op 85-jarige leeftijd in Ilkley.

## Privéleven
Cunliffe was getrouwd en had een zoon.
- Bibsys: 90051772
- Bibliothèque nationale de France: cb14090235s (data)
- Gemeinsame Normdatei: 1143531760
- International Standard Name Identifier: 0000 0001 1416 4928
- Library of Congress Control Number: n80004048
- MusicBrainz: b87b1506-c101-4c0f-b74b-8c4ea499cd05
- Bibliotheek van het Japanse parlement: 00512718
- Nationale Bibliotheek van Tsjechië: mzk2007377665
- Nederlandse Thesaurus van Auteursnamen: 071082603
- Système universitaire de documentation: 145306305
- Virtual International Authority File: 103192119
- WorldCat: E39PBJg4r3k8PQK4cwxBdT7CQq